# Curciat-Dongalon
Curciat-Dongalon est une commune française, située dans le département de l'Ain en région Auvergne-Rhône-Alpes.

## Géographie
Curciat-Dongalon fait partie de la Bresse. Les rivières que sont la Sâne Vive et la Sâne Morte traversent la commune.
Le village (« le Bourg ») est le principal regroupement de maisons, mais l'habitat est très dispersé, organisé en hameaux et fermes isolées.
Le sol argileux et la présence d'eau dans le sous-sol ont permis cette dispersion de l'habitat.

### Lieux-dits et écarts
Les Boulatières, les Boulots, le Cachet, les Chanais, Chapey, les Charmes, Collonges, les Fougères, Fretière, la Galope, Grand Chalamel, les Grands Prés, la Leschère, la Lescherette, Malmont, Montalapiat, Montdésert, Neuve, le Panloux, la Perrière, les Prés Noirs, les Roussets, le Tillet, la Varna, les Vernays, Villaret, Vitriat, la Vulpillière.

### Climat
Pour des articles plus généraux, voir Climat d'Auvergne-Rhône-Alpes et Climat de l'Ain.
En 2010, le climat de la commune est de type climat océanique dégradé des plaines du Centre et du Nord, selon une étude du CNRS s'appuyant sur une série de données couvrant la période 1971-2000. En 2020, Météo-France publie une typologie des climats de la France métropolitaine dans laquelle la commune est exposée à un climat semi-continental et est dans la région climatique Bourgogne, vallée de la Saône, caractérisée par un bon ensoleillement (1 900 h/an), un été chaud (18,5 °C), un air sec au printemps et en été et des vents faibles.
Pour la période 1971-2000, la température annuelle moyenne est de 11,2 °C, avec une amplitude thermique annuelle de 17,7 °C. Le cumul annuel moyen de précipitations est de 1 016 mm, avec 11,9 jours de précipitations en janvier et 8 jours en juillet. Pour la période 1991-2020, la température moyenne annuelle observée sur la station météorologique de Météo-France la plus proche, « Varennes-st-sa », sur la commune de Varennes-Saint-Sauveur à 7 km à vol d'oiseau, est de 12,1 °C et le cumul annuel moyen de précipitations est de 1 043,2 mm,. Pour l'avenir, les paramètres climatiques de la commune estimés pour 2050 selon différents scénarios d'émission de gaz à effet de serre sont consultables sur un site dédié publié par Météo-France en novembre 2022.

## Urbanisme

### Typologie
Au 1er janvier 2024, Curciat-Dongalon est catégorisée commune rurale à habitat dispersé, selon la nouvelle grille communale de densité à 7 niveaux définie par l'Insee en 2022.
Elle est située hors unité urbaine. Par ailleurs la commune fait partie de l'aire d'attraction de Bourg-en-Bresse, dont elle est une commune de la couronne,. Cette aire, qui regroupe 80 communes, est catégorisée dans les aires de 50 000 à moins de 200 000 habitants,.

### Occupation des sols
L'occupation des sols de la commune, telle qu'elle ressort de la base de données européenne d’occupation biophysique des sols Corine Land Cover (CLC), est marquée par l'importance des territoires agricoles (96,1 % en 2018), une proportion identique à celle de 1990 (96,1 %). La répartition détaillée en 2018 est la suivante : 
terres arables (44,4 %), prairies (35,7 %), zones agricoles hétérogènes (16,1 %), forêts (2,1 %), zones urbanisées (1,8 %).
L'évolution de l’occupation des sols de la commune et de ses infrastructures peut être observée sur les différentes représentations cartographiques du territoire : la carte de Cassini (XVIIIe siècle), la carte d'état-major (1820-1866) et les cartes ou photos aériennes de l'IGN pour la période actuelle (1950 à aujourd'hui).

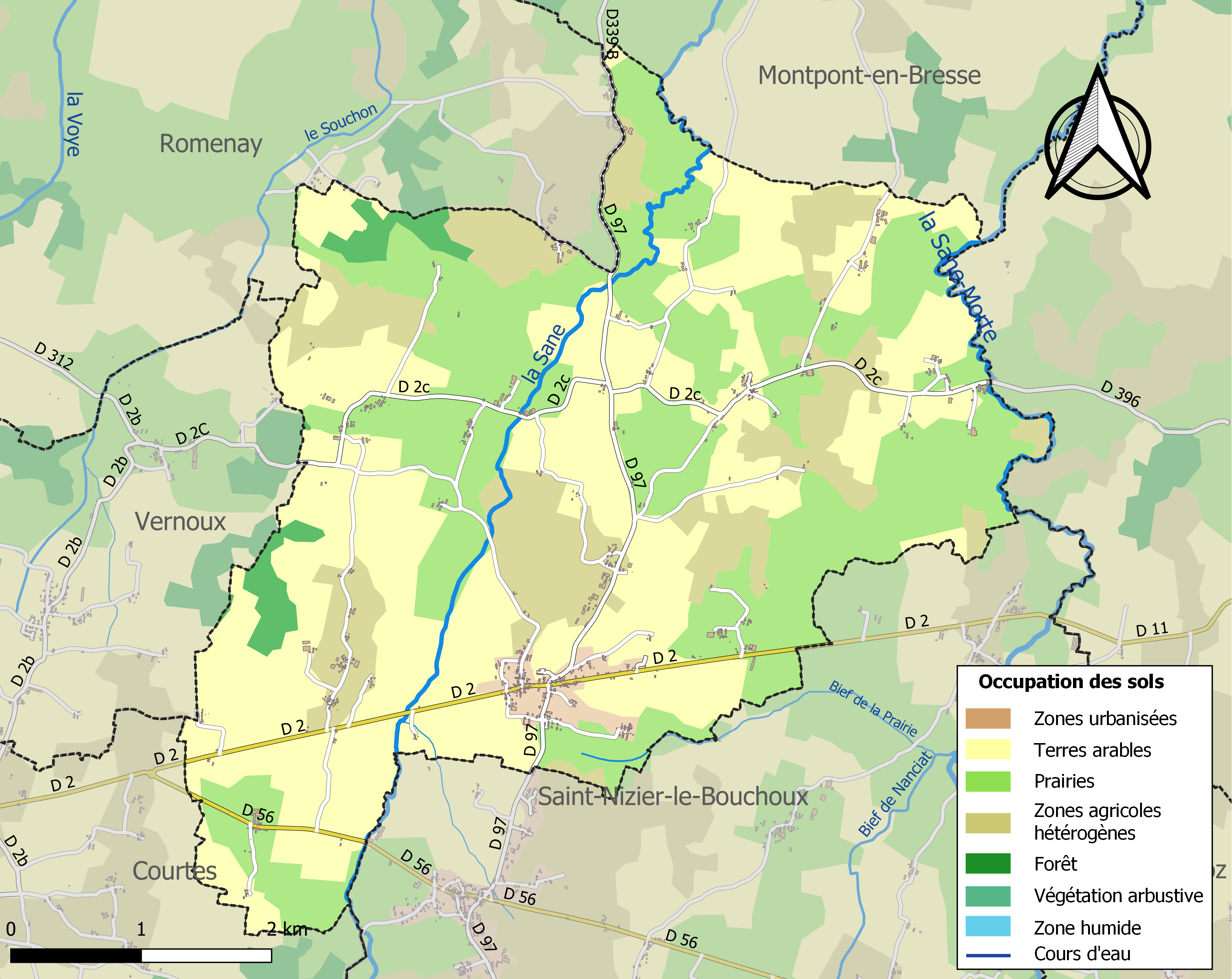
Carte des infrastructures et de l'occupation des sols de la commune en 2018 (CLC).

## Histoire
En 1854, dans une urne en terre cuite, on trouva 8 kilos d'Antoninien (pièce de monnaie romaine en bronze), à l'effigie de Tetricus Ier et  Tetricus II.
Village mentionné dès le Xe siècle.

## Politique et administration

### Découpage territorial
La commune de Curciat-Dongalon est membre de la communauté d'agglomération du Bassin de Bourg-en-Bresse, un établissement public de coopération intercommunale (EPCI) à fiscalité propre créé le 1er janvier 2017 dont le siège est à Bourg-en-Bresse. Ce dernier est par ailleurs membre d'autres groupements intercommunaux.
Sur le plan administratif, elle est rattachée à l'arrondissement de Bourg-en-Bresse, au département de l'Ain et à la région Auvergne-Rhône-Alpes. Sur le plan électoral, elle dépend du  canton de Replonges pour l'élection des conseillers départementaux, depuis le redécoupage cantonal de 2014 entré en vigueur en 2015, et de la première circonscription de l'Ain  pour les élections législatives, depuis le dernier découpage électoral de 2010.

### Administration municipale
| Période       | Période  | Identité            | Étiquette | Qualité                        |
| ------------- | -------- | ------------------- | --------- | ------------------------------ |
| maire en 1834 | ?        | M. Herbet           |           | Conseiller général (1833-1836) |
| 1995          | 2001     | Joël Lombard        |           |                                |
| 2001          | 2008     | Claude Pacaud       |           |                                |
| 2008          | 2020     | Marie-Laure Clappaz |           | Fonctionnaire - réélue en 2014 |
| 2020          | En cours | Didier Fleury       | SE        |                                |

## Démographie
L'évolution du nombre d'habitants est connue à travers les recensements de la population effectués dans la commune depuis 1793. Pour les communes de moins de 10 000 habitants, une enquête de recensement portant sur toute la population est réalisée tous les cinq ans, les populations de référence des années intermédiaires étant quant à elles estimées par interpolation ou extrapolation. Pour la commune, le premier recensement exhaustif entrant dans le cadre du nouveau dispositif a été réalisé en 2007.
En 2022, la commune comptait 462 habitants, en évolution de +4,29 % par rapport à 2016 (Ain : +5,15 %, France hors Mayotte : +2,11 %).
| 1793  | 1800  | 1806  | 1821  | 1831  | 1836  | 1841  | 1846  | 1851  |
| ----- | ----- | ----- | ----- | ----- | ----- | ----- | ----- | ----- |
| 1 308 | 1 304 | 1 473 | 1 339 | 1 640 | 1 359 | 1 356 | 1 431 | 1 450 |

| 1856  | 1861  | 1866  | 1872  | 1876  | 1881  | 1886  | 1891  | 1896  |
| ----- | ----- | ----- | ----- | ----- | ----- | ----- | ----- | ----- |
| 1 438 | 1 417 | 1 414 | 1 410 | 1 438 | 1 448 | 1 479 | 1 473 | 1 320 |

| 1901  | 1906  | 1911  | 1921  | 1926  | 1931  | 1936 | 1946 | 1954 |
| ----- | ----- | ----- | ----- | ----- | ----- | ---- | ---- | ---- |
| 1 276 | 1 300 | 1 271 | 1 120 | 1 092 | 1 035 | 981  | 961  | 854  |

| 1962 | 1968 | 1975 | 1982 | 1990 | 1999 | 2006 | 2007 | 2012 |
| ---- | ---- | ---- | ---- | ---- | ---- | ---- | ---- | ---- |
| 773  | 725  | 575  | 512  | 449  | 404  | 421  | 423  | 451  |

| 2017 | 2022 | - | - | - | - | - | - | - |
| ---- | ---- | - | - | - | - | - | - | - |
| 440  | 462  | - | - | - | - | - | - | - |

## Vie sociale
La communauté de Curciat partage une école maternelle et primaire avec la commune voisine de Saint-Nizier-le-Bouchoux (répartition des classes entre les deux écoles).
La fête patronale a lieu pour la Saint-Laurent, agrémentée par bals, feu d'artifice.
Des associations (union musicale, garde d'enfants, clubs des retraités, société de chasse, comité des fêtes) assurent une animation du village par l'organisation d'événements festifs qui rythment l'année (lotos, tournois de belotes, repas festifs) tout en permettant de collecter des fonds.
Les équipements collectifs suivants sont disponibles dans la commune : 
- un court de tennis, un terrain de basket-ball et de football (non couverts) ;
- une salle polyvalente que l'on peut louer pour y organiser des réceptions ou événements (familiaux le plus souvent) ;
- deux étangs de pêche.

## Économie
L'activité économique du village repose sur l'agriculture et l'artisanat.
Agriculture : polyculture céréalière (blé, orge, maïs) et élevage bovin et volaille (label rouge, et  volaille de Bresse). Le nombre d'exploitations agricoles a fortement décru dans les trente dernières années, à la suite du départ à la retraite de nombreux exploitants dans les années 1990.
Cette évolution a conduit à un agrandissement des parcelles cultivées, déjà amorcé par le remembrement conduit dans les années 1970.
L'artisanat est essentiellement représenté par le secteur du bâtiment (menuisier, maçon, plombiers) ainsi que par une fabrique de mobilier bressan traditionnel.
Le commerce de Curciat se résume à une boulangerie-épicerie-café-bureau de tabac et à la réparation de matériel agricole.
Une minoterie existe (reconversion d'un ancien moulin à eau sur la Sâne Morte, au lieu-dit le Tillet).

## Lieux et monuments

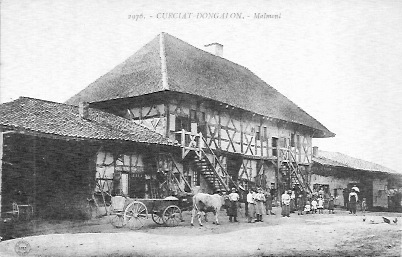
Carte postale du manoir de Malmont.

- Le manoir de Malmont fait l’objet d’une inscription au titre des monuments historiques depuis 1990[20].
- Église Saint-Laurent de Curciat-Dongalon.

## Personnalités liées à la commune
- Georges Lyvet (1906 - 1944), résistant français, est né à Curciat-Dongalon.
- Charles Gonnod[21] (1912 - 1984), peintre paysagiste français, est né et mort à Curciat-Dongalon.

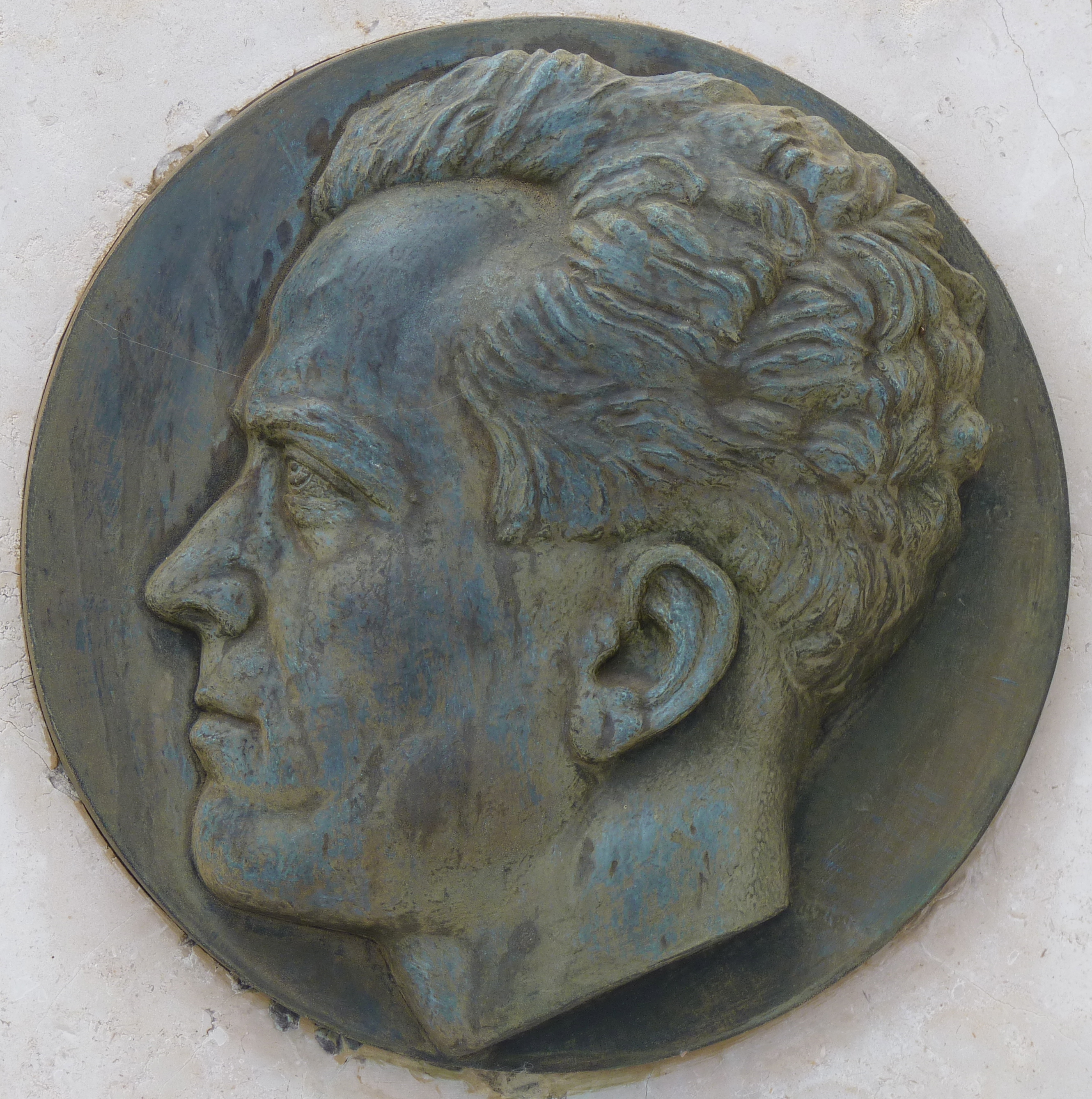
Plaque commémorative représentant Georges Lyvet, sur sa pierre tombale, à Curciat-Dongalon.
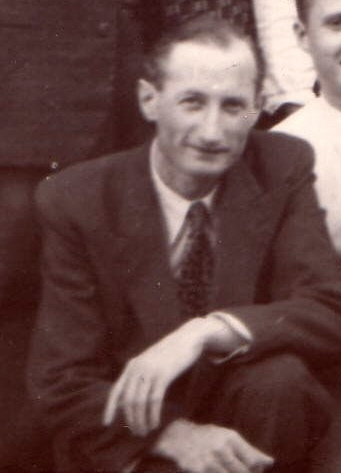
Charles Gonnod en 1952.